# Kantöra
Kantöra (Pseudochaete tabacina) är en svampart som först beskrevs av James Sowerby, och fick sitt nu gällande namn av T. Wagner & M. Fisch. 2002. Kantöra ingår i släktet Pseudochaete och familjen Hymenochaetaceae.  Arten är reproducerande i Sverige. Inga underarter finns listade i Catalogue of Life.